# Exodus (banda)
Exodus es una banda estadounidense de thrash metal formada en 1979 en la bahía de San Francisco, California. 
Fundada por Kirk Hammett (actual guitarrista de Metallica), Tim Agnello, como segunda guitarra reemplazado más tarde por Gary Holt, el bajista Carlton Nelson, reemplazado más tarde por Geof Andrews, y el baterista/vocalista Tom Hunting, para luego reclutar a Paul Baloff como vocalista oficial.
Exodus es una de las primeras bandas de thrash metal con una carrera que abarca más de 40 años, pasando por numerosos cambios de formación, además de dos extensas separaciones y que ha visto la muerte de dos de sus miembros originales. 
Con 11 álbumes de estudio, dos álbumes en vivo y dos compilaciones, Exodus ha publicado un total de 15 álbumes desde su debut en 1985. 
Gary Holt sigue siendo el único miembro permanente de la banda, apareciendo en todos sus discos.
Aunque el baterista Tom Hunting es uno de los fundadores de la banda, ha tenido dos salidas de Exodus, hasta su regreso definitivo en el año 2007.

## Historia

### Fundación y el debut (1979-1985)
La formación inicial de Exodus se formó a fines de la década de 1970 por los guitarristas Kirk Hammett y Tim Agnello, el baterista / vocalista Tom Hunting y el vocalista Keith Stewart, mientras asistían juntos a la escuela secundaria. 
La banda agregó al bajista Carlton Melson en 1980, y el quinteto comenzó a hacerse un nombre tocando fiestas en el patio y varias funciones escolares. Tocaban principalmente canciones del hard rock de los años 70 y de la New Wave of British Heavy Metal (NWOBHM), pero también desarrollaron algunas de sus propias canciones originales. 
Stewart pronto dejó la banda y Hunting se convirtió en el único vocalista de la banda por algún tiempo. 
Carlton Melson fue reemplazado en 1981 por el bajista Geoff Andrews.
Tim Agnello también dejaría el grupo, se mudaría a la ciudad de Nueva York y se mantendría involucrado en la industria de la música como guitarrista, maneger y escritor. Esto dejó a Exodus para que actúe como un trío hasta que se encontró un reemplazo en el amigo de Hammett, y principal compositor de Exodus, Gary Holt.
También en 1981, Hammett conoció a Paul Baloff, residente de El Cerrito, en una fiesta en el norte de Berkeley, una amistad que se inició, según Hammett, por su admiración en común por el punk rock y la música heavy metal de los 70. Baloff se convirtió en el vocalista principal de la banda y el quinteto grabó una cinta de demostración de tres pistas en 1982 que consistía en las canciones "Whipping Queen", "Death and Domination" y "Warlord". En noviembre de 1982, Exodus abrió un espectáculo en el recinto Old Waldorf de San Francisco para Metallica y es aquí donde la banda comenzó a incorporar elementos del punk hardcore en sus raíces NWOBHM, influenciados por el sonido inicial de Metallica.
En 1982, la formación de Exodus incluye a Kirk Hammett y Gary Holt en las guitarras, Paul Baloff como vocalista, Jeff Andrews en el bajo y el baterista Tom Hunting. Esta formación grabó el segundo demo "Die by His Hand" en 1983, luego de esto Kirk Hammett sale de Exodus para formar parte de Metallica, siendo reemplazado por el guitarrista Rick Hunolt y Rob McKillop sustituye Andrews en el bajo. Esta formación grabó y lanzó el álbum debut de Exodus, Bonded by Blood en 1985.

### De "Pleasures" a "Violent Fun" (1986-1991)
Poco después de la grabación de Bonded by Blood, Paul Baloff fue reemplazado por Steve "Zetro" Souza, quien había sido anteriormente vocalista de la banda Legacy (más tarde Testament) de San Francisco. Posteriormente, Baloff pasó a formar la banda Piranha.
Esta formación se mantuvo bastante estable durante los próximos álbumes de la banda, pero nunca obtuvo el éxito de sus compañeros. Después de dos discos de estudio (Fabulous Disaster e Impact is Imminent), la banda lanzó su primer trabajo en vivo, Good Friendly Violent Fun.

### "Force of Habit" a la separación (1991-1998)
Después de la salida de Good Friendly Violent Fun, la banda estuvo de gira de manera esporádica durante un año y lanzó otro álbum de estudio, Force of Habit. Este disco fue un punto de inflexión para la banda, ya que contiene varios temas más lentos, canciones con menos énfasis en la velocidad, base de su material anterior. La canción de 11 minutos "Architect of Pain", es probablemente la canción más lenta de Éxodus.
Después de un año de inactividad, en 1997 Exodus lanzó otro disco en directo, titulado Another Lesson in Violence y con el regreso de Paul Baloff. Tras una disputa con la discográfica Century Media -surgida por la forma en que se promovió el álbum en vivo-, Exodus se disuelve nuevamente. A raíz de esta disputa también se abortó el lanzamiento en vídeo de un concierto filmado, debido a una disputa financiera.

### Auge, caída y resurgimiento (2001-2004)
En 2001, Exodus se reformó nuevamente, en un principio para tocar con Chuck Billy en el mega concierto a beneficio, Thrash of the Titans. 
En ese momento se hablaba de grabar un nuevo álbum de estudio y la banda siguió realizando pequeños conciertos en la bahía de San Francisco y sus alrededores. 
En febrero de 2002, Paul Baloff sufrió un derrame cerebral que le costó la vida. Steve Souza fue reclutado nuevamente por la banda, para terminar el resto de los conciertos comprometidos.
Aunque algunos adelantaron que con la muerte de Baloff, Exodus dejaría de existir, el guitarrista Gary Holt estaba decidido a sacar un nuevo disco de estudio. 
En 2004 el resultado fue Tempo Of The Damned lanzado bajo el sello Nuclear Blast Records. Una curiosidad de las sesiones de grabación fue que una de las pistas, "Crime Of The Century", fue publicada en circunstancias misteriosas. La canción narra el tiempo de Exodus en Century Media (firma de la que Nuclear Blast es filial). A pesar de que se negó públicamente, existen rumores de que Century Media vetó esta canción y "Crime" fue reemplazada por "Impaler", una canción escrita cuando Kirk Hammett todavía era miembro de la banda y que apareció en el disco en vivo Another Lesson In Violence.

### Eventos recientes (2005-presente)
En 2005, Hunolt decidió dejar la banda para concentrarse en su vida familiar. Fue reemplazado por el guitarrista Lee Altus. Tom Hunting también se alejó de Exodus, a raíz de la reaparición de problemas nerviosos, que lo llevaron a su salida temporal en 1989. Hunting fue reemplazado por Paul Bostaph que previamente había tocado con Slayer y Testament. Souza también dejó la banda tras la disputa de 2005; siendo reemplazado inicialmente por steev Esquivel (ex- Defiance y Skinlab) y luego por Rob Dukes, cuya primera actuación grabada para la banda fue ese mismo año 2005, en Shovel Headed Kill Machine, la gira que siguió al lanzamiento del último álbum y que dio lugar a una extensa gira por EE. UU. y Europa, así como Japón, su primera visita a Australia y mucho más. Tom Hunting regresó a la banda en marzo de 2007. 
La banda lanzó su octavo álbum de estudio, The Atrocity Exhibition... Exhibit A, a finales de 2007 y actuó en el Wacken Open Air Festival en el verano de 2008. También realizaron una gira por EE. UU. en apoyo del álbum, junto a Deathbeat como banda invitada. 
Exodus el trabajo de una regrabación de su álbum debut de 1985, "Bonded by Blood". Sobre la decisión de la banda para volver a su álbum debut, Gary Holt dijo que: 
"Después de muchos años en etapa de planificación y discusión, por fin hemos completado la re-grabación de "Bonded By Blood". Hemos decidido llamarlo "Let There Be Blood" y es nuestra manera de rendir homenaje a Paul Baloff [vocalista original, fallecido], mostrando la relevancia de estas canciones que habíamos escrito juntos, aún somos nosotros, no estamos tratando de sustituir al original,... eso es imposible de todos modos. Estamos dando a estos temas el beneficio de la producción moderna. Es algo que hemos hablado antes la muerte de Paul y que siempre ha sido importante para nosotros. Estábamos super emocionados por entrar en el estudio de nuevo para grabar estos clásicos, y ahora es hora de volver a escribir el próximo disco de estudio!" 
Exodus reveló el nombre de su próximo disco Exhibit B: The Human Condition. La banda grabó en el norte de California con el aclamado productor británico Andy Sneap (Megadeth, Arch Enemy, Kreator), para un lanzamiento a través de Nuclear Blast Records. Exhibit B: The Human Condition fue lanzado en Europa el 7 de mayo de 2010, y en Norteamérica el 18 de mayo de 2010. 
A principios de 2011, Exodus confirmó su participación como telonero en el show que Iron Maiden realizó para el 10 de abril en el Estadio Nacional de Santiago (además de otros dos shows en Chile); presentación que formará parte de un DVD que Iron Maiden lanzará el 2012, con su actuación en Chile. 
El Guitarrista Gary Holt ha estado presente en varios conciertos de la Gira de los cuatro grandes del Thrash metal como reemplazo del guitarrista Jeff Hanneman de Slayer.
En 2013 tras la muerte del guitarrista Jeff Hanneman se haría oficial más tarde que Gary Holt estaría en Slayer por lo que en la giras el exguitarrista Rick Hunnolt tomaría su lugar solo en unos conciertos. Después se anunciaría que Exodus iba a estar trabajando en su nuevo álbum, tras unos meses que se publicó esto Rob Dukes saldría de la banda por motivos personales regresando en su lugar Steve "Zetro" Souza tras 10 años de su salida. Una vez hecho esto se anunció después que el nuevo álbum se llamaría Blood In, Blood Out que salió a la venta el 14 de octubre de 2014 teniendo una participación especial de su exguitarrista fundador de Exodus y actual guitarrista de Metallica Kirk Hammett quien tocara un solo en la canción 'Salt the Wound'.
El álbum Blood in Blood Out se vuelve a publicar bajo el sello de Nuclear Blast Records, consta de 11 temas más una pista adicional, "Angel of Death".[cita requerida]
En 2021 se lanzó el álbum Persona Non Grata, siendo el último disco con el vocalista Steve "Zetro" Souza, el cual se separó de la banda en 2025 y siendo reemplazado nuevamente por Rob Dukes.

## Estilo musical, legado e influencias
Exodus ha sido proclamado como una de las bandas pioneras del género thrash metal, que alcanzó popularidad en la década de 1980 y principios de 1990, y a menudo se le acredita como la primera banda de la Bay Area thrash metal en existir, anterior a Metallica, originaria de Los Ángeles. También se considera a Exodus miembro de los "ocho grandes" del género, junto con Metallica, Megadeth, Slayer, Anthrax, Testament, Overkill y Death Angel.
Las principales influencias de Exodus incluyen a AC/DC, Angel Witch, Black Sabbath, Deep Purple, Diamond Head, Iron Maiden, Judas Priest, Led Zeppelin, Mercyful Fate, Motörhead, Nazareth, Ted Nugent, Rainbow, Sweet Savage, Thin Lizzy, Tygers of Pan Tang, OVNI, Van Halen y Venom.
Loudwire.com colocó a Exodus en el número cinco de su lista de las 10 mejores bandas de thrash de todos los tiempos, llamándolos "Los reyes originales de la escena de la Bay Area thrash metal", y diciendo que "Si bien su sonido intransigente y su producción desigual en las próximas décadas mantuvo el dominio mundial y el éxito del platino siempre a raya, sería difícil pasarle el dedo a cualquier otra banda, a excepción de Slayer, tal vez, que haya ondeado la bandera del thrash tan orgullosa e inquebrantablemente como Exodus".
Se ha debatido si Exodus pertenece o no a los "Cinco Grandes" del thrash metal junto a Metallica, Megadeth, Slayer y Anthrax, debido a su participación en la escena del thrash metal de principios de los 80. VH1 declaró: "Mucho está dicho de los Cuatro Grandes del thrash: Metallica, Slayer, Megadeth y Anthrax. Sin embargo, los verdaderos devotos saben que el Big Five es la verdadera figura y que Exodus es la banda que completa el quinteto". El guitarrista de Anthrax, Scott Ian, también declaró que "la gente habla de los 'Cuatro Grandes' todo el tiempo, pero en ese entonces eran realmente los 'Cinco Grandes' porque Exodus era tan importante e influyente como todos los demás". El fundador de Megadeth, Dave Mustaine, dijo en una entrevista en 1990 que, para él, los "Cuatro Grandes" eran Exodus, Slayer, Metallica y Megadeth, y agregó que "Exodus es una banda mucho mejor, realmente me gusta Exodus. Gary Holt y Rick Hunolt son realmente grandes guitarristas. Me gusta Scott Ian, pero cualquier persona en esa banda me aburre. Tener una disco no es lo que creo que sea tener una banda de metal, ¡y ese tipo tuvo la audacia de decir que él y yo deberíamos juntos! Tenía ganas de decir ¿qué planeas hacer? ¿Abrir una tienda de moda disco? ". Junto con Ian y Mustaine, Holt ha manifestado que Exodus debería incluirse en los "Cinco Grandes" del thrash metal porque "estaban allí al comienzo del thrash metal con Metallica a principios de los 80. Lo mismo con Megadeth porque Mustaine fue parte del nacimiento de Metallica y también creó Megadeth ". El líder Steve "Zetro" Souza ha declarado que el hecho de que Exodus no haya sido incluido en los "Cuatro Grandes" no le molesta, "He escuchado ese término muchas veces y realmente no me importa. No es la verdad. Están ellos, Overkill, Testament y Exodus. También puedes hablar de Kreator, Sodom y Destruction, si quieres llegar a eso. No me molesta, estoy contento con lo que estoy haciendo ".

## Miembros

### Actuales
- Gary Holt: Guitarra (1981-presente)
- Lee Altus: Guitarra (2005-presente)
- Rob Dukes (2005-2014, 2025-presente)
- Jack Gibson: Bajo (1997-presente)
- Tom Hunting: Batería (1980-1989, 1997-2005, 2007-presente)

### Pasados
Vocales
- Paul Baloff (fallecido) (1980-1986, 1997-1998, 2001-2002)
- Steve "Zetro" Souza: Voz (1986-1993, 2002-2004, 2014-2025)

Guitarra
- Rick Hunolt (1983-2005)
- Kirk Lee Hammett (1980-1983)

Bajo
- Rob McKillop (1983-1990)
- Michael Butler (1991-1993)

Batería
- John Tempesta (1989-1993)
- Paul Bostaph (2005-2006)

### Pasados que no grabaron en estudio
Vocales
- Matt Harvey (2004)
- Steev Esquivel (2004)

Guitarra
- Kirk Hammett (1980-1983) (1982 Demo)
- Tim Agnello (1980-1981)
- Mike Maung (1983)
- Evan McCaskey (fallecido) (1983)
- Franco Hammett (1999)

Bajo
- Carlton Melson (1980-1981)
- Geoff Andrews (1981-1983) (1982 Demo)

Batería
- Perry Strickland (1989)
- Gannon Hall (1993)
- Chris Kontos (1993)

## Discografía

### Álbumes de estudio
- Bonded by Blood (1985)
- Pleasures Of The Flesh (1987)
- Fabulous Disaster (1989)
- Impact Is Imminent (1990)
- Force Of Habit (1992)
- Tempo Of The Damned (2004)
- Shovel Headed Kill Machine (2005)
- The Atrocity Exhibition... Exhibit A (2007)
- Exhibit B: The Human Condition  (2010)
- Blood In Blood Out (2014)
- Persona Non Grata (2021)

### Álbumes en vivo
- Good Friendly Violent Fun (1991)
- Another Lesson in Violence (1997)
- Live at the DNA 2005 (2005)
- Shovel Headed Tour Machine (Live At Wacken) (2010)

### Álbumes recopilatorios
- Lessons in Violence (1992)
- Let There Be Blood (2008)

### Demos
- 1982 Demo (1982)
- Die By His Hand (1983)
- 1983 rehearsal semi-official demo (1983)
- A Lesson in Violence (1984)
- Turk Street (1984)
- Pleasures of the Flesh (1986)